# Harry Stiff
Harold Joseph „Harry“ Stiff (* 23. Oktober 1881 in Sudbury; † 17. April 1939 in Cambridge) war ein britischer Tauzieher.

## Erfolge
Harry Stiff war Polizist bei der City of London Police und nahm an den Olympischen Spielen 1920 in Antwerpen teil. Bei diesen trat er gemeinsam mit George Canning, Frederick Humphreys, Edwin Mills, John Sewell, James Shepherd, Fred Holmes und Ernest Thorne an. Die Mannschaft, die ausschließlich aus Polizisten der City of London Police bestand, besiegte nacheinander die Mannschaften der Vereinigten Staaten, Belgiens und der Niederlande mit jeweils 2:0, womit Stiff und seine Mitstreiter als Olympiasieger die Goldmedaille erhielten.